# Castillo de El Collado

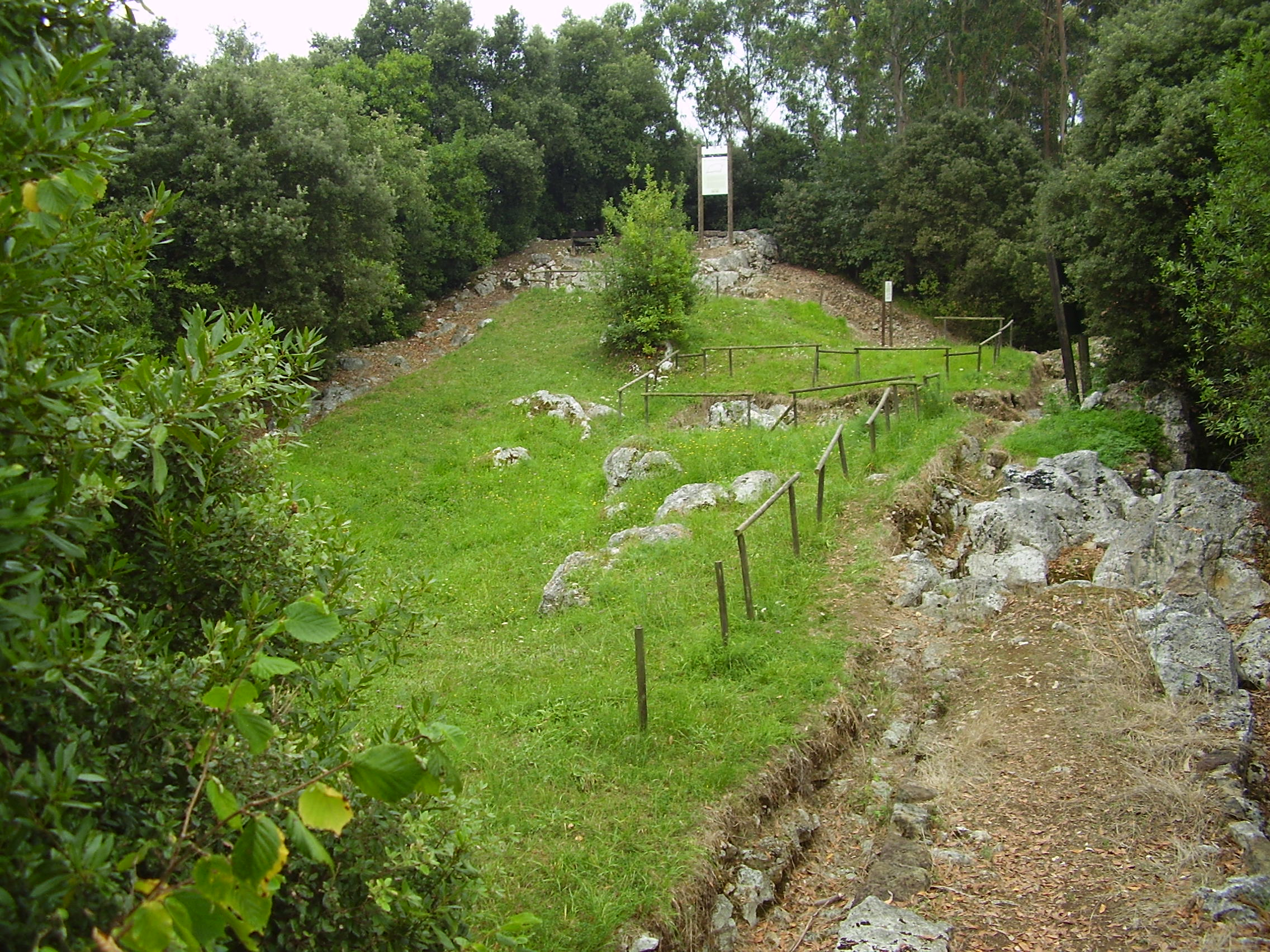
Castillo de El Collao.

Castillo de El Collao  ist eine frühmittelalterliche Burganlage in Spanien, die zwischen dem 6. und  8. Jahrhundert erbaut wurde.
Sie befindet sich auf dem Hügel von „El Collao“, 96 Meter über dem Meeresspiegel, im Gemeindegebiet von Camargo. Es ist die größte von rund dreißig Festungsanlagen, die im frühen Mittelalter in Kantabrien errichtet wurden.
Die Konstruktionsmerkmale unterscheiden sich nicht wesentlich von anderen Burgen in der Region. Von dem ganzen Komplex sind nur die Fundamente mit einer Grundfläche von rund 1000 m² und die unteren Teile der Wände bis zu einer maximalen Höhe von 2,5 Metern erhalten geblieben. Der Turm war rechteckig und wurde mit Blöcken aus Kalkstein mit Zyklopen-Basis gebaut.
Bei Ausgrabungen in den Jahren 2000 und 2001 wurden zahlreiche Artefakte gefunden, unter anderen Keramiktöpfe, viele geriffelte und bemalte Gläser, Pfeilspitzen, alltägliche Gegenstände wie Messer und Knochenflöten, sowie eine Terrakotta-Figur, die einen Mann in einer Tunika darstellt. Die Funde wurden mit der Radiokarbonmethode auf eine Entstehungszeit zwischen 760 und 1020 n. Chr. bestimmt.
Am 6. Mai 2003 wurde Castillo de El Collao  in die Liste Bien de Interés Cultural (B.I.L.) aufgenommen.